# 宍道バスストップ
宍道バスストップ（しんじバスストップ）は、島根県松江市宍道町白石の山陰自動車道上にあるバス停留所。

## 停車する路線
| のりば | 愛称                                                     | 会社名                                                              | 行先                                                                                 | 備考                                         |
| ------ | -------------------------------------------------------- | ------------------------------------------------------------------- | ------------------------------------------------------------------------------------ | -------------------------------------------- |
| 上り線 | スサノオ号                                               | JRバス中国                                                          | 東京（東京駅日本橋口）                                                               | 夜行便                                       |
| 上り線 | 出雲・松江・米子ドリーム名古屋号                         | JRバス中国                                                          | 名古屋（名古屋駅新幹線口）                                                           | 夜行便                                       |
| 上り線 | グラン昼特急出雲号・グランドリーム出雲号・ドリーム出雲号 | JRバス中国                                                          | 大阪（大阪駅JR高速バスターミナル）・京都（京都駅烏丸口）                             | グランドリーム出雲号・ドリーム出雲号は夜行便 |
| 上り線 | くにびき号                                               | 一畑バス・阪急観光バス                                              | 大阪（新大阪（阪急高速バス新大阪ターミナル）・梅田（阪急三番街高速バスターミナル）） |                                              |
| 上り線 | ポートレイク号                                           | JRバス中国・神姫バス                                                | 神戸（神姫バス神戸三宮バスターミナル）                                               | 夜行便あり                                   |
| 上り線 | ももたろうエクスプレス                                   | 一畑バス・日ノ丸自動車・ 両備ホールディングス・中鉄バス・JRバス中国 | 岡山（岡山駅西口）                                                                   |                                              |
| 上り線 | グランドアロー号                                         | 一畑バス・広島電鉄                                                  | 松江（松江駅）                                                                       | 特急便・普通便のみ                           |
| 下り線 | グランドアロー号                                         | 一畑バス・広島電鉄                                                  | 広島（大塚駅・広島バスセンター・広島駅新幹線口）                                     | 特急便・普通便のみ                           |
| 下り線 | 出雲ドリーム博多号                                       | JRバス中国・JR九州バス                                              | 北九州（小倉駅新幹線口）・福岡（博多バスターミナル）                                 | 夜行便                                       |

- 2019年2月28日まで運行されていた「オオクニヌシ号」（出雲 - 松江 - 米子 - 鳥取線[1] → 松江 - 米子 - 鳥取線）は、2017年（平成29年）8月4日の運行区間の短縮に伴い、当バス停を経由しなくなった。

## 隣
E9 山陰自動車道
(27) 松江玉造IC - 松江玉造TB - 宍道湖SA/BS - 宍道BS - (28) 宍道IC

## バス停へのアクセス
- 西日本旅客鉄道 山陰本線 宍道駅から車で5分（駐車場あり）
- 松江市コミュニティバス 宍道コミュニティバス中央線 バスストップ前バス停

## 位置情報
- 北緯35度23分35秒 東経132度54分59秒 / 北緯35.39306度 東経132.91639度
- 宍道［北西］ - 地理院地図
- 松江市宍道町白石 宍道総合公園管理センター - Google マップ